# Altenbergtunnel
Der Altenbergtunnel ist ein 220 m langer Eisenbahntunnel beim Streckenkilometer 50 der Schnellfahrstrecke Mannheim–Stuttgart. Er liegt östlich des Bruchsaler Stadtteils Heidelsheim. Die Röhre nimmt zwei Gleise auf einem Schotteroberbau auf.
Das Bauwerk ist, neben dem Simonsweingartentunnel, einer von zwei Tunneln der Strecke, die mit 280 km/h statt sonst 250 km/h befahren werden dürfen.

## Geschichte

### Planung
In der Planungs- und Bauphase lag das Bauwerk im Planfeststellungsabschnitt 6b der Neubaustrecke (km 47,775 bis 51,085) für den das Planfeststellungsverfahren zunächst im April 1975 eingeleitet wurde. Am 20. Februar 1981 wurde ein neues Planfeststellungsverfahren eröffnet. Die 68 vorgebrachten Einwendungen wurden am 15. September 1981 erörtert. Nach der Stellungnahme des Regierungspräsidiums vom 7. Juni 1982 erging der Planfeststellungsbeschluss am 16. September 1982. Dagegen wurden drei Klagen eingereicht. Der Beschluss erreichte am 28. Oktober 1985 Rechtskraft.
Der Tunnel wurde bereits 1983 mit einer Länge von 220 m geplant.

### Bau
Das Bauwerk wurde in offener Bauweise erstellt. Die Baugrube wurde anschließend wieder aufgefüllt und das Gelände in der ursprünglichen Gestalt modelliert und aufgeforstet.